# Charaxes durnfordi
Charaxes durnfordi là một loài bướm ngày thuộc nhóm Charaxinae trong Họ Bướm giáp.
Chúng phân bố ở Myanmar và một số nước Đông Nam Á.

## Hình ảnh

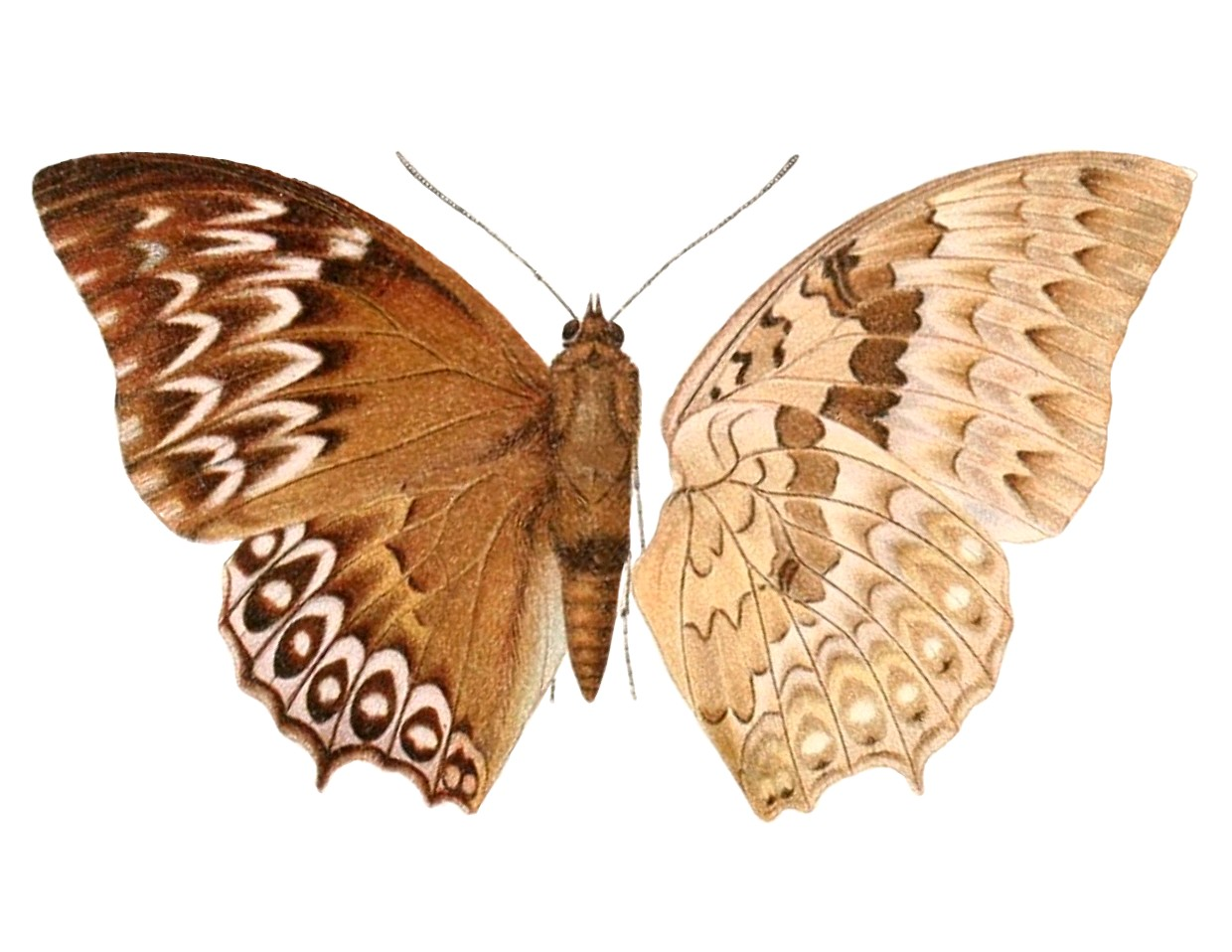
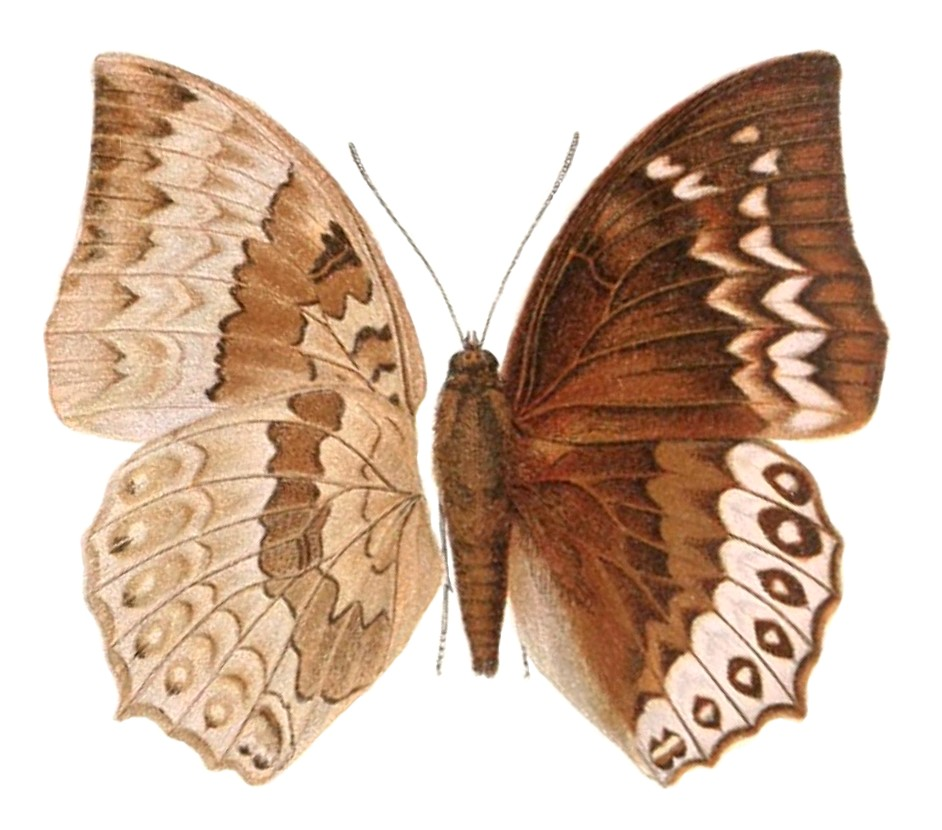